# Novaïa Ousman
Novaïa Ousman est un village et le chef-lieu du raïon de Novousmanski, dans l’oblast de Voronej en Russie.
La rivière Ousman y passe.